# 181-ша гвардійська ракетна бригада (СРСР)
181-ша гвардійська ракетна бригада (181 гв. РБр) — військове формування ракетних військ Радянської армії, що існувало у 1942—1992 роках.
Під кінець Холодної війни передислокована до Росії і переформована на 3-тю гвардійську реактивну бригаду.

## Історія
У роки німецько-радянської війни існував 84-й гвардійський мінометний полк. На його озброєнні перебували 132-мм РСЗВ БМ-13. Полк взяв участь в наступальній операції «Уран» у Сталінградській битві, що стала переломною в усій війні.
11-та реактивна мінометна бригада була спочатку у складі 115-ї артилерійської дивізії, а після її розформування 11 РеаМінБр переформована на 181-шу гвардійську ракетну бригаду і передана до складу 5-ї гвардійської танкової армії Білоруського ВО.
Надалі 181 РБр підпорядкована 1-й гвардійській танковій армії в ГРВН, перебуваючи до кінця Холодної війни у Східній Німеччині.
Була передислокована до Росії, переформована на 3-тю гвардійську реактивну бригаду й розформована.